# Taille (anatomie)
Pour les articles homonymes, voir Taille.

Position de la taille chez une femme mince et un homme obèse.

La taille est la partie du corps située entre les côtes (ou thorax) et les hanches. C'est la partie la plus étroite du torse.

## Description
Chez les femmes, la ligne de taille se situe généralement 2 ou 3 cm au-dessus du nombril ; chez les hommes, elle est plus variable, de 1 ou 2 cm au-dessous du nombril mais parfois un peu plus. Elle est facilement repérable en se penchant sur le côté[réf. souhaitée].
L'étroitesse de la taille par rapport aux hanches et à la poitrine est une caractéristique sexuelle secondaire de la femme, qui se développe à la puberté (élargissement du bassin et affinement de la taille), par opposition à l'homme dont le torse est plus cylindrique. Ce caractère sexuel se perd avec l'âge et en particulier la ménopause, où les femmes se mettent à stocker l'excédent pondéral, comme les hommes, non plus seulement au niveau des hanches mais aussi sur le ventre.

## Histoire
Pendant des siècles, les femmes ont cherché à accentuer cette finesse de la taille, signe de féminité, de beauté et de jeunesse, grâce au corset. Une des caractéristiques de l'histoire du costume est la variation selon la mode de la hauteur de la taille sur la pièce de vêtement, entre les hanches (taille basse) et le dessous de poitrine (taille haute), en passant bien sur par la taille naturelle.
Ces considérations esthétiques sont cependant arbitraires, et très variables en fonction de la culture (peuple) et de l'époque (lors des époques où la nourriture était peu abondante, par exemple, une personne ronde était préférée car ceci était un signe de bien-portance). Cela dépend également des goûts esthétiques de chacun.